# 達磨大助事件帳
『達磨大助事件帳』（だるまたいすけじけんちょう）は、1977年（昭和52年）10月13日から1978年（昭和53年）5月11日までの木曜日20：00-20：54にテレビ朝日で放送された時代劇。全29回。

## 概要
昼行灯の同心・達磨大助は普段は同僚にばかにされているが、実は切れ者。奉行・筒井和泉守の命を受け、密かに捜査して難事件を解決する。
大助の武器はとても小さなサイズの十手で、これを悪人に投げつける、”投げ十手”を得意とする。
番組の最後は達磨に目を入れながら「今日の達磨は○○ダルマ」という決めせりふを口にしつつ歌う。

## キャスト
主人公とその周辺人物
- 達磨大助：中村梅之助

江戸南町奉行所の手付同心。定町回りではなく、奉行所内での書類整理や受牢証文の発行などが主な仕事。普段は居眠り・サボりなどするので昼行灯とばかにされているが、実は筒井和泉守の命を受け、あるいは偶然関わるなどした冤罪事件や過去にあった真相が今一つ明確でない事件などを調査し、解決に導く切れ者。世間知らずな愛妻・雪絵の言動にハラハラしつつもベタ惚れする様子は、しばしば密偵の三人を呆れさせる。雪だるまの家紋がトレードマーク。奉行所に勤めるまでは長屋で寺子屋の師匠の真似事をしていた。場所は不明だが田舎の出で、医学の道を志す甥・陽助（演・大和田伸也）がいる。
- 雪絵：岡まゆみ

大助の妻。関東郡代→留守居年寄・木村甲斐守（演・山形勲）の娘。父の勧める縁談を嫌って家出をしたところ、大助と知り合い、その人柄に心酔して押し掛け女房になった経緯が第13話で明かされた。世間知らず（魚八らに吹き込まれたことを真に受けて、大助をしばし困惑させる）だが可愛らしく、大助もベタ惚れしている。料理は上手とは言えず、ゆで卵入りのおにぎりを作ったことがある。将棋が強く、少なくとも同心・青柳は負かせる腕前（第23話）。武家娘らしく、意外に腕力はあり、無意識のうちに掏摸を捕まえたことがある。大助のことを「奉行所一番の働き者」と公言するが、その裏の仕事は知らない。
大助の密偵とその関係人物
- 仏の辰吉：山崎竜之介

大助の密偵。小伝馬町の牢番。元十手持ち。牢内にいる冤罪で捕らわれた罪人などから話を聞き出すなどする。捕らわれた連中の心情をよく理解し、そうした連中に世話を焼く。牢内の囚人と大助とが会う際の仲立ちもする。立ち回りの際は徒手で臨む。
- 疾風の仙太：鈴木慎

大助の密偵。飾り職人。機動力があり、尾行や聞き込み、潜入などを得意とする。元盗人で、やさぐれていたところを大助に救われて以来懇意にしている。大助との連絡などに動物（主に鳥類）の鳴き真似をする。調子はいいが幽霊は苦手。
- おまさ：嶋めぐみ（第5話・第8話・第17話・第20話・第21話・第24話）

仙太の女房。仙太が大助の密偵であることは知らない。気が強く、仙太を尻に敷く。オープニングには毎回登場し、浮気をして帰った仙太を追い回した末に飛びかかって大根で殴る描写があるが、劇中では第5話で初登場。仙太との間に子はいないが、一度妊娠と思しき状態になったことはある（後に勘違いと判明）。
- 七変化のお柳：和田幾子

大助の密偵。普段は両国にある矢場「松風」の女主人。元忍びで戦闘時には青い忍び装束を着用する。通り名にもあるように変装が得意で、至る所に潜り込む。大助と密偵たちの会合場所として店の隠し部屋を提供している。その際は裏返った達磨が合図である。
- 小女・おみつ：萩奈穂美
- おとよ：桑原恵子（共に、第1～7話・第9～12話・第15話・第18～19話・第21～22話・第24～27話）

共にお柳の矢場で働く小女。お柳の裏の顔は知らない。
江戸南町奉行所関係者
- 筒井和泉守：鈴木瑞穂（第1～3話・第5～6話・第8～10話・第12～14話・第17～23話・第25～28話）

江戸南町奉行。大助に事件の再調査などを依頼する人物。奉行所内で権力を笠に着て冤罪などを作ってしまう与力同心らがいると考えており、その根源を排除するべく大助を潜入させている。大助の手腕には一目も二目も置いており、故に大助の居眠りやサボりを容認している。また、奉行として表立って行動を起こせない事件に於いて、とぼけつつ大助らによる始末を許容することもある。第12話で役宅に泥棒に入られ、老中から拝領した香炉を盗まれるという失態を演じたが、その事案が外部に露見することがなかったことなどもあり、奉行職を罷免されるようなことはなかった。
- 青柳軍蔵：小島三児

同心部屋での大助の上司。大助が奉行の命を受けて事件の調査をしていることは知らず、余計なことをしている、または体よくサボっていると思い込んでいて、昼行灯の（状態を装っている）大助に頭を痛めている。母・すぎ（演・原泉）と妻・りく（演・八木孝子）がおり、頭が上がらない。華々しく活躍する岸をはじめとする定町回り同心に強い憧れとコンプレックスを抱くような言動をしばしばする。しかし、第12話で夜分自宅に忍び込んだ泥棒を見逃したり、第14話で大げさないでたちで捕物に臨んで盗賊に打ちのめされるなど、同心としての能力は高いとは言えない。
- 上野山兵馬：小池朝雄（第5話・第6話・第11話・第14話・第20話・第22話・第28話）

第5話から登場した大助の同僚。妻・たか（演・町田祥子）と子・市太郎（演・染谷利貴）がおり、市太郎は学問所で優秀な成績を収める。出世欲のある妻が、勉学のできる息子に身びいきをするため、家では肩身が狭い。何かというと青柳にゴマをする腰巾着。第14話では盗賊を捕えて手柄を立て、奉行から直々に褒美の金一封をもらったものの、その奪還を目論む手下連中から罠にかけられ窮地に追い込まれたことがある。
- 高見東馬：稲吉靖司（第7話・第8話・第12話・第13話・第15～19話・第21話）

第7話から登場した大助の同僚。青柳からはよく「とんま」と呼ばれ、そのように呼ばれるとすかさず訂正しようとする。兵馬同様に腰の低い青柳の腰巾着だが、兵馬とは違い表裏のあるタイプ。時に青柳にツッコミを入れることもあるほか、青柳が居眠りをしているのをいいことに「アホヤギ」と呼んだこともある。なお、兵馬と東馬が同時に出演することはなく、回によってどちらか一方が出演する。
- 岸伝八郎：浅香春彦（第1～21話・第23～29話）

江戸南町奉行所の定町回り同心。忙しい定町回りとして、昼行灯の大助に嫌味を言ったり、（主に自身が担当した）過去の事件について口を出そうとする大助を小馬鹿にしたりするが、大助から事件の手がかりを得ようとしたこともある（第4話）。普段は役目に忠実な同心であるが、第23話では職務熱心のあまり罠にかけられ、上司の与力殺しの汚名を着せられ、死罪寸前までいった。配下の岡っ引き（源次ら）を同道して事件の捜査に当たるが、一方的な思い込みから捜査を誤ることも多く、第11話のように捕らえた下手人（大助の甥）が竹光を挿していることに気付かなかったこともある。非情に見えて情を解する一面も持つ。ほぼ全話出演するが、第22話のみ出演していない。
- 源次：草薙幸二郎（第2話・第4話・第14話・第16話・第19話・第21話）

岸配下の岡っ引き。「まむし」の異名を持ち、思い込みの強い性格で、牢から解き放たれた罪人にしつこくつきまとうなどする。第2話では妻に親子の会話がないことを嘆かれており、その結果、実の息子に縄を打つ羽目に。岸配下の岡っ引きは、この源次の他にも半助（第10話）や三次（第11話）など複数名いるが、出演回数は源次が最も多い。
- 田島：灰地順（第21話・第24話）

奉行所の役人。お堅い人物。
その他の人物
- 魚八：冷泉公裕（第12話・第13話・第15話・第22話・第27話・第29話）

魚屋。第12話で初登場するが、それ以前からちょくちょく名前や存在は語られていた。世間知らずの雪絵にあれこれ吹き込むうちの一人。登場すると、自分の発言が発端となった雪絵の行動に巻き込まれてひどい目に遭うことが多い。
- 高野英次郎：森幹太（第11話・第17話・第20話）

第11話で初登場した学問所の講師。大助の甥などが通う学問所におり、医学などを教える。その知識により大助の探索に協力することもしばしば。なお、森は第29話にも出演したが、ここでは別の役を演じた。

## スタッフ
- プロデューサー：片岡政義(テレビ朝日)、鈴木潔
- 制作プロデューサー：駒井憲二、戸井公平
- 脚本：放映リスト参照。
- 音楽：小川寛興
- ナレーター（予告）：鈴木瑞穂
- 監督：放映リスト参照。
- 制作：テレビ朝日、前進座、国際放映

## 放映リスト
| 回数   | 放送日          | サブタイトル     | 脚本       | 監督       | ゲスト |
| 第1回  | 1977年 10月13日 | 唄祭り姉妹しぐれ | 土橋成男   | 松尾正武   | 岡田英次、金沢碧、園佳也子、浅茅しのぶ、田口計、 天野新士、長谷川弘                                       |
| 第2回  | 10月20日        | お父う!!         | 東条正年   | 原田雄一   | 長門勇、伊藤高、長江俊介、長谷川弘                                                                        |
| 第3回  | 10月27日        | 父子だるま       | 和久田正明 | 松尾正武   | 林与一、中原早苗、山谷初男、鈴木輝江、永井柳太郎、 夏川かほる、森章二、岩城力也                           |
| 第4回  | 11月3日         | 待っていた女     | 東条正年   | 石川義寛   | 市原悦子、河原崎長一郎、勝部演之、里木佐甫良、入江正徳                                                    |
| 第5回  | 11月10日        | 獄門台の赤い雨   | 石森史郎   | 松尾正武   | 南原宏治、川口晶、川合伸旺、梅津栄、河野秋武、 松風はる美、沖田駿一                                       |
| 第6回  | 11月17日        | 血染めの恋友禅   | 石森史郎   | 山崎大助   | 嵐芳夫、河原崎国太郎、二木てるみ、 天津敏、三木のり一、瀬川新蔵                                           |
| 第7回  | 11月24日        | 地獄のわかれ道   | 和久田正明 | 松尾正武   | 桜木健一、石橋蓮司、須賀不二男、本間文子、片桐竜次                                                        |
| 第8回  | 12月1日         | 仇討ち女だるま   | 土橋成男   | 松尾正武   | 秋野暢子、左右田一平、市川祥之助、曽根晴美、天草四郎、 五月晴子、小笠原弘、岩城力也                       |
| 第9回  | 12月8日         | 夜明けの父娘     | 東条正年   | 河野寿一   | 加藤嘉、梶三和子、藤村有弘、伊沢一郎、永井柳太郎、 里木佐甫良、草村礼子、岩城力也                         |
| 第10回 | 12月15日        | 復讐の果てに     | 飛鳥ひろし | 河野寿一   | 松山省二、堀越陽子、石田信之、深町稜子、平泉征、松尾文人                                                  |
| 第11回 | 12月22日        | 友よ、さらば     | 東条正年   | 山崎大助   | 大和田伸也、平田昭彦、風間杜夫、水城蘭子、岩城力也                                                        |
| 第12回 | 1978年 1月5日   | からくり花泥棒   | 和久田正明 | 松尾正武   | 多々良純、永井柳太郎、明石潮、原泉、八木孝子、 井上茂、大村千吉                                           |
| 第13回 | 1月12日         | 雪絵危機一髪     | 桜井康裕   | 河野寿一   | 津島恵子、山形勲、田崎潤、武藤英司、石橋雅史、 小野川公三郎、根岸一正                                     |
| 第14回 | 1月19日         | 暗闇に女の罠     | 和久田正明 | 松尾正武   | 紀比呂子、犬塚弘、外山高士、町田祥子、徳弘夏生                                                            |
| 第15回 | 1月26日         | 十手に光る父子星 | 土橋成男   | 河野寿一   | 伴淳三郎、速水亮、高桐真、大前均、徳弘夏生                                                                |
| 第16回 | 2月2日          | あに・いもうと   | 東条正年   | 山崎大助   | 松村達雄、松山省二、藤江リカ、清川新吾、鮎川浩、近松敏夫                                                  |
| 第17回 | 2月9日          | 地獄の沙汰も銭   | 石森史郎   | 河野寿一   | 金子信雄、財津一郎、佐竹明夫、近藤宏、矢崎滋、梅津栄、 鈴木和夫、沖田駿一、矢野間啓二、森章二、村田みゆき |
| 第18回 | 2月16日         | 雪に散る子守り唄 | 和久田正明 | 松尾正武   | 池波志乃、中尾彬、神田隆、南原美佐保、森川公也、 伊達三郎、浜伸二、天草四郎                               |
| 第19回 | 2月23日         | 地獄の顔の天使   | 石森史郎   | 山崎大助   | 三木のり平、睦五郎、石山律雄、利根はる恵、 柿崎澄子、榎木兵衛                                             |
| 第20回 | 3月2日          | 蜆が食った鉄砲玉 | 飛鳥ひろし | 伊賀山正光 | 愛田健二、蟹江敬三、佐原健二、梅津栄、天草四郎、 高田敏江、小松方正                                       |
| 第21回 | 3月9日          | 還って来た幸福   | 結束信二   | 河野寿一   | 水沢アキ、花沢徳衛、柴田侊彦、山岡徹也、松下達夫、 市村昌治、外山高士、山本昌平、千葉順二                 |
| 第22回 | 3月16日         | 御金蔵破りの謎   | 和久田正明 | 原田雄一   | ジャネット八田、小林重四郎、庄司永建、江見俊太郎、 和田一壮、花原照子                                     |
| 第23回 | 3月23日         | 地獄への落し穴   | 石森史郎   | 柴田敏行   | 日色ともゑ、大木実、水島道太郎、垂水悟郎、 池田鴻、矢野間啓二                                             |
| 第24回 | 3月30日         | 愛憎の架け橋     | 飛鳥ひろし | 石川義寛   | 志垣太郎、栗田ひろみ、下元勉、田中明夫、佐原健二、綾川香                                                  |
| 第25回 | 4月13日         | 流転のかんざし   | 土橋成男   | 柴田敏行   | 草笛光子、今井健二、松田洋治、今村文美、 塚本信夫、辻伊万里                                               |
| 第26回 | 4月20日         | 夕陽の渡り鳥     | 土橋成男   | 石川義寛   | 伊吹吾郎、中原ひとみ、神田隆、沼田曜一、南道郎、 市村昌治、八名信夫、大村千吉                             |
| 第27回 | 4月27日         | 若いのろし       | 桜井康裕   | 石川義寛   | 沖雅也、池波志乃、穂積隆信、黒部進、伊藤敏孝、 堀勝之祐、岩城力也、小笠原弘                               |
| 第28回 | 5月4日          | 大川端に散った恋 | 土橋成男   | 松尾正武   | 江波杏子、嵐圭史、結城しのぶ、人見きよし、北原義郎、中庸介                                                |
| 最終回 | 5月11日         | 泣くな妹よ       | 桜井康裕   | 松尾正武   | 目黒祐樹、鳳八千代、森幹太、大関優子、小栗一也、 松山照夫、鈴木和夫                                       |

## 主題歌
- オープニング：「達磨音頭」とは別の曲。
- エンディング：「達磨音頭」
作詞：北原じゅん、作曲：北原じゅん、編曲：山路進一、歌：中村梅之助（発売元：日本コロムビア）
歌詞付きで流される。劇中で中村梅之助本人が歌ったこともある。

## 関連書籍
- 「達磨大助事件帳〈1〉」(テレビ朝日 1977/10)